# Radionorba TV
Radionorba TV è un'emittente televisiva italiana nazionale del Gruppo Norba, in onda sul digitale terrestre, satellite e in streaming.

## Storia
Sulla rete televisiva digitale terrestre è trasmesso in chiaro sul canale 11 e in diretta streaming sul sito di Radionorba. Il canale ha cominciato le trasmissioni il 21 marzo 2012 alle ore 17:00 e trasmette tutte le trasmissioni in onda su Radionorba in formato 16:9.
Con la riassegnazione dell'aprile 2022, l'emittente è visibile in Puglia sul canale 11 del DTT.
Dal 16 giugno 2012 al 9 novembre 2016 ha trasmesso anche in HD sul mux Radionorba TV. Il 28 marzo 2019 è stata riattivata la versione HD nel mux Telenorba 2.
Prima della partenza andava in onda una programmazione sperimentale fatta da video musicali a rotazione.
Dal 31 maggio 2021 l'emittente rinnova logo, grafiche e studi.
La direzione di rete è affidata ad Alan Palmieri, direttore di Radionorba ed ex speaker di Radio 105 e di RTL 102.5.

## Loghi

21 marzo 2012 - 31 maggio 2021
In uso dal 31 maggio 2021

## Multiplex
In Puglia e Basilicata il canale è trasmesso nel mux RL Puglia-Basilicata 1 in HD nativo. 
Dal 25 ottobre 2013 il canale è trasmesso anche sul canale 730 di Sky, in free to air, quindi non solo per gli abbonati Sky.